# Йордан, Гайно
Га́йно Йордан, полное имя — Фри́цо Гайно Франц, немецкий вариант — Гейнрих Йордан (н.-луж. Fryco Hajno Franc Jordan, нем. Heinrich Jordan, 24 ноября 1882 года, деревня Попойце, Нижняя Лужица, Саксония — 28 марта 1917 года, Виллер-деван-ле-Тур, Франция) — нижнелужицкий писатель, педагог, исследователь лужицких имён и общественный деятель.
Родился в 1882 году в нижнелужицкой деревне Попойце в семье местного учителя Гендриха Йордана и его жены Эмилии, урождённой Пятарец. Окончил школу в родной деревне, после чего поступил в гимназию в Котбусе. С 1901 по 1904 года обучался в педагогическом училище в деревне Стара-Дарбня. По окончании училища работал учителем в Голбине. С 1913 года — учитель в Слепо. После начала Первой мировой войны был призван в армию. Погиб в 1917 году на поле сражения при реке Сомма на территории французской коммуны Виллер-деван-ле-Тур.
Старший брат Карло Йордана.
Деятельность
Публиковал научные работы по нижнелужицким личным именам в журнале «Časopis Maćicy Serbskeje» и литературные очерки в газете «Bramborski Serbski Casnik». Был членом серболужицкого товарищества в Стара-Дарбне. В 1910 году принял после своего отца председательство Нижнелужицкого педагогического общества. С 1910 года — секретарь организации «Домовина».
Основные сочинения
- «Ležownostne mjena Choćebuskeho wokrjesa», Časopis Maćicy Serbskeje 1913
- «Dozběrka k ležownostnym mjenam Grodkowskeho wokrjesa»,Časopis Maćicy Serbskeje 1913